# Club Libertad

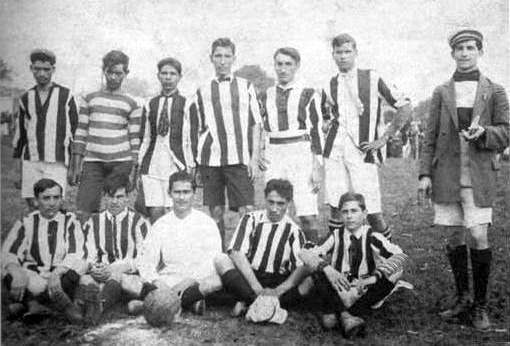
Libertad – Campeão 1910.

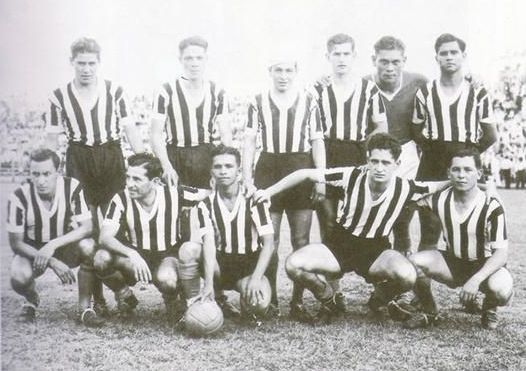
Libertad – Campeão 1945.

O Club Libertad é um clube paraguaio de futebol fundado em 1905 com sede em Assunção. Disputa a Primeira Divisão do Campeonato Paraguaio de Futebol e manda seus jogos no Estádio Dr. Nicolás Leoz.
É considerado um dos três grandes clubes do futebol paraguaio, ao lado de seus rivais Olímpia e Cerro Porteño, clubes com qual faz os maiores clássicos do Paraguai e é o terceiro maior vencedor do Campeonato Paraguaio de Futebol, com 26 conquistas.
O clube venceu a segunda divisão no ano de 2000 e desde após isso o Libertad tornou-se um dos clubes paraguaios de maior destaque no cenário internacional, tendo vencido sete vezes o campeonato nacional na década de 2000 e a partir daí se tornando uma das presenças mais constantes na Copa Libertadores, geralmente passando da fase de grupos, tendo inclusive chegado a semifinal dessa competição no ano de 2006.
O Libertad era o clube do coração do ex-presidente da Conmebol Nicolás Leoz, que já foi seu presidente da Associação Paraguaia de Futebol e também um dos que mais cedem jogadores para a Seleção Paraguaia de Futebol, tanto para jogos amistosos, quanto para as competições oficiais.
O ex-presidente do clube, Horacio Cartes, foi eleito presidente do Paraguai nas eleições de 2013.

## História
O Libertad surgiu no dia 30 de julho de 1905, durante um momento muito conturbado da história política do Paraguai. A iniciativa da fundação veio de um grupo de estudantes que, no ano anterior, participou de uma revolução que pôs fim ao Partido Colorado e deu início ao Partido Liberal. Um dos lemas do movimento era “Liberdade” e, durante uma passeata em busca de seus objetivos, o líder dos jovens, Juan Manuel Sosa Escalada, teve a ideia de criar a equipa de futebol.
Após uma reunião de 15 estudantes, a agremiação foi fundada, já elegendo seu primeiro presidente: Juan Escalada. O clube passou a ser sediado na cidade de Assunção, capital do Paraguai (em espanhol).
Com camisas confeccionadas pelas mães dos atletas, a primeira partida da equipe Alvinegra foi contra seu maior rival, o Olimpia, grande vencedor da história do Campeonato Paraguaio. Este confronto terminou empatado por 1 a 1.
Logo no começo de sua história, a equipe teve um início meteórico e, apenas com cinco anos de existência, já levantou a primeira taça de campeão nacional amador. Título que se repetiria nos anos de 1917 e 1920.
Em 1930 o Campeonato Paraguaio ganhou novos participantes, tendo 14 clubes na disputa. A competição foi decidida apenas na última rodada. O Alvinegro contou com a derrota do River Plate para o Olímpia, fazendo com que sua vitória diante do Presidente Alvear garantisse o título do torneio.
A estreia no cenário internacional foi logo após a vitória de 1930. O clube viajou para a cidade de Tucumán, na Argentina, mas o desempenho não foi muito bem sucedido. O time obteve um empate, uma vitória e duas derrotas.
As conquistas seguintes viriam nos anos de 1943 e 1945, quando venceu seu quinto e sexto Campeonato Paraguaio. O título de 1945 foi novamente decidido na última rodada, quando a equipe deixou o Cerro Porteño com três pontos a menos na classificação geral. Naquele ano, Porfírio Rolón foi o artilheiro da competição com 18 gols.
Em 1955, o Alvinegro paraguaio comemoraria um título que iniciaria um grande período de jejum de títulos. A agremiação também teria o artilheiro do torneio daquela temporada, o atacante máximo Rolón, com 11 gols. Vinte e um anos depois, o Libertad voltaria a vencer um Campeonato Paraguaio.
A seca foi grande novamente, mas, em 2002 e 2003, o clube atingiu a marca de bicampeão e também se tornou o terceiro clube do país com mais conquistas nacionais. O último título conquistado pelo Alvinegro de Assunção foi no ano de 2006, quando a equipe ganhou pela 11.ª vez o torneio do Paraguai.

## Títulos
| NACIONAIS | NACIONAIS                         | NACIONAIS | NACIONAIS |
|           | Competição                        | Títulos   | Temporadas |
| --------- | --------------------------------- | --------- | --- |
| Paraguai  | Campeonato Paraguaio              | 26        | 1910, 1917, 1920, 1930, 1943, 1945, 1955, 1976, 2002, 2003, 2006, 2007, 2008-A, 2008-C, 2010-C, 2012-C, 2014-A, 2014-C, 2016-A, 2017-A, 2021-A, 2022-A, 2023-A, 2023-C, 2024-A e 2025-A |
| Paraguai  | Copa do Paraguai                  | 3         | 2019, 2023 e 2024 |
| Paraguai  | Supercopa do Paraguai             | 2         | 2023 e 2024 |
| Paraguai  | Torneio República                 | 2         | 1952 e 1975 |
| Paraguai  | Campeonato Paraguaio - 2ª Divisão | 1         | 2000 |

LEGENDAS: 
 Campeão Invicto
A:  Torneio Apertura
C:  Torneio Clausura

## Campanhas destacadas
- Copa Libertadores da América: 3° lugar - 2006
- Copa Sul-Americana: 3° lugar - 2013 e 2017; 4º Lugar - 2021

## Estatísticas

### Participações
|  | Participações em 2020 |

| Competição         | Competição                   | Temporadas                    | Melhor campanha         | Estreia | Última | A | R |
| Paraguai           | Campeonato Paraguaio         | 110                           | Campeão (25 vezes)      | 1906    | 2024   |   | 1 |
| Paraguai           | Segunda Divisão              | 2                             | Campeão (2000)          | 1999    | 2000   | 1 | – |
|                    | Copa Libertadores da América | 24                            | Semifinal (1977 e 2006) | 1968    | 2024   |   |   |
| Copa Sul-Americana | 16                           | Semifinal (2013, 2017 e 2021) | 2002                    | 2024    |        |   |   |

## Sedes e estádios

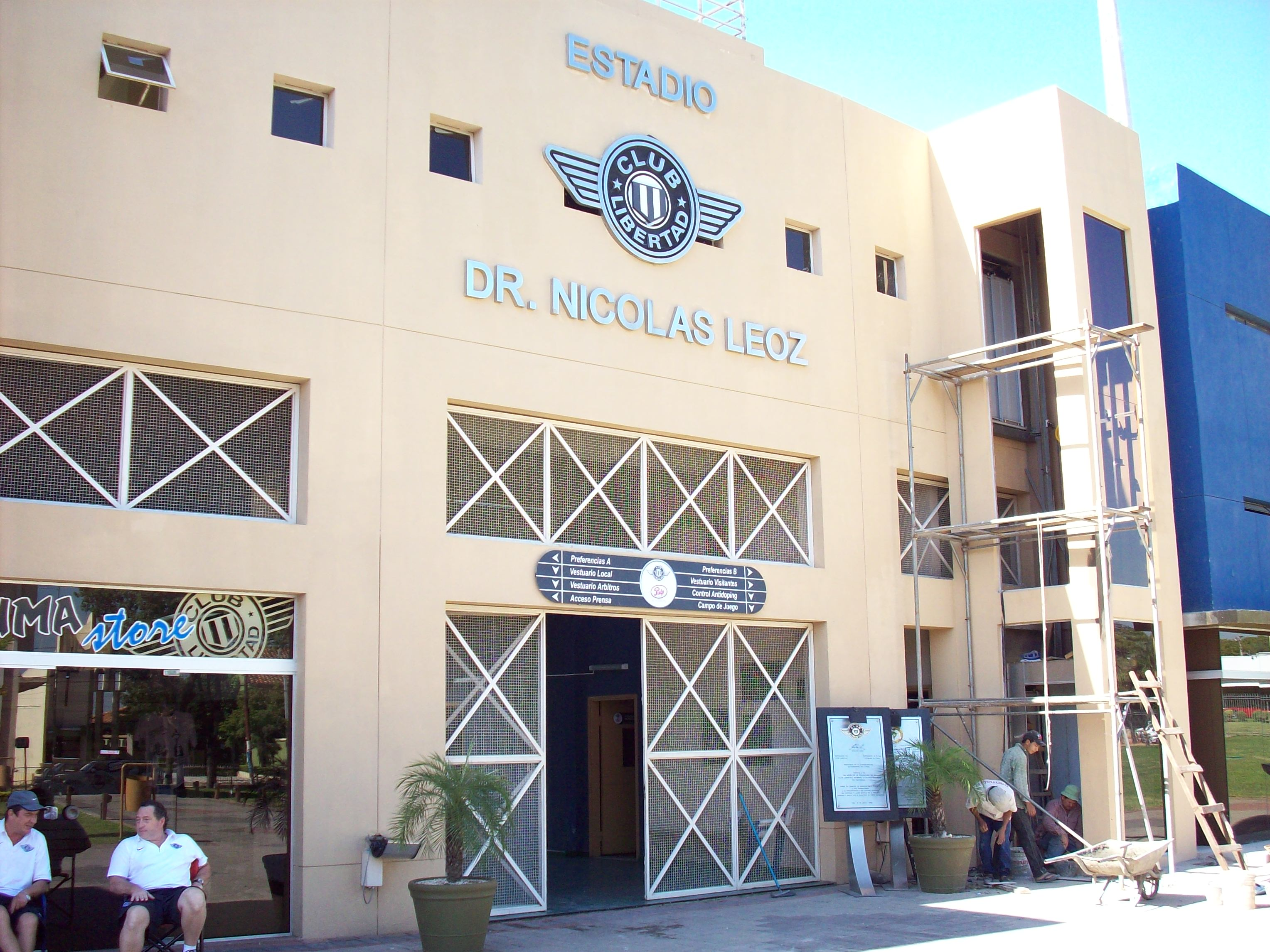
Fachada principal do estádio do Libertad.

O Estádio Dr. Nicolás Leoz é o local onde o Libertad manda suas partidas de futebol. Foi inaugurado em 2005, tem capacidade para 10.100 torcedores, localizado em Assunção. O nome do estádio é uma homenagem ao ex-presidente da Conmebol, Nicolás Leoz.

## Rivalidades
O Libertad possui rivalidade com o Cerro Porteño e com o Club Olimpia, os clubes mais populares do país,  sendo esses, assim como o Libertad, os maiores vencedores do Campeonato Paraguaio.

## Ídolos
O Libertad é um time com uma trajetória de grande sucesso no cenário do futebol do Paraguai (em espanhol). Devido a isso, ídolos é algo que não falta para o terceiro maior vencedor do Campeonato Nacional.
Um dos primeiros atletas a despontar no Alvinegro de Assunção foi o atacante Delfín Benítez Cáceres. O jogador atuou no clube entre os anos de 1927 e 1932. A estreia aconteceu quando o atleta tinha apenas 17 anos. Já em sua partida inaugural, o goleador deixou a marca contra o arqui-rival do Libertad, o Olímpia, garantindo a vitória por 2 a 1.
Logo que despontou para o futebol, Benítez chamou a atenção de todos e isso lhe garantiu uma vaga na seleção nacional de seu país. Essa convocação rendeu ao atacante uma transferência para o Boca Juniors. No time argentino, o artilheiro ganhou grande destaque após dar show contra o Vélez Sarsfield, fora de casa, e marcar dois gols. 

## Elenco
{{Citar 
Predefinição:Fs2
Predefinição:Club Libertad squad